# Riu Màrsies
El riu Màrsies o Màrsias (en llatí: Marsyas, en grec antic: Μαρσύας) era un afluent del riu Meandre, que naixia a la comarca d'Idríada prop d'Estratonicea i anava cap al nord-oest per Alabanda, desaiguant al Meandre prop de Tralles. Prop del riu feia les seves reunions la Lliga Cària, diu Heròdot. És el modern Tshina.